# Rada Narodowa Księstwa Cieszyńskiego

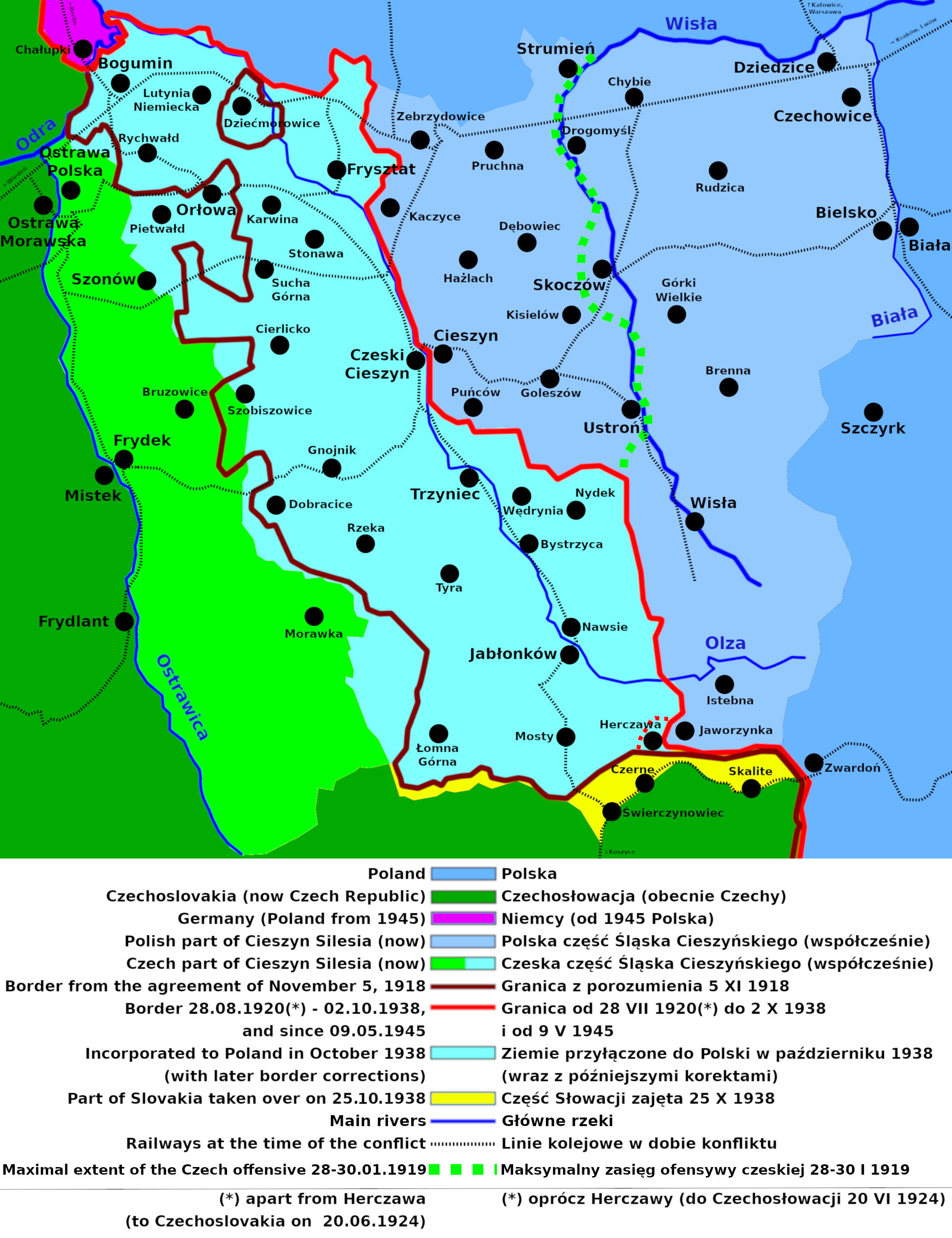
Mapa Śląska Cieszyńskiego i podział jego terytorium

Rada Narodowa Księstwa Cieszyńskiego – reprezentacja ludności polskiej Księstwa Cieszyńskiego i rząd tymczasowy w latach 1918–1920.

## Historia
Powstała 19 października 1918 roku w Cieszynie m.in. z inicjatywy Józefa Kiedronia. Do Prezydium RNKC wybrano ks. Józefa Londzina, Jana Michejdę, Tadeusza Regera. Naczelnikiem Wydziału Górniczo-Przemysłowego był natomiast Jerzy Wojnar. Sekretarzem wybrano Pawła Bobka. Członkowie Rady reprezentowali trzy polskie stronnictwa polityczne – Polskie Zjednoczenie Narodowe, Polską Partię Socjalno-Demokratyczną Galicji i Śląska Cieszyńskiego oraz Związek Śląskich Katolików.
Zadaniem RNKC było przejęcie władzy w Księstwie Cieszyńskim po rozpadzie Austro-Węgier i włączenie Śląska Cieszyńskiego w granice tworzącego się państwa polskiego. Była pierwszym formalnym rządem na ziemiach polskich w procesie odradzania się Rzeczypospolitej.
W nocy z 31 października na 1 listopada 1918 roku, za pomocą żołnierzy polskich służących w cieszyńskim garnizonie armii austriackiej, dokonała bezkrwawego rozbrojenia żołnierzy austriackich oraz likwidacji austriackiej administracji w Cieszynie, tym samym przejmując władzę na terenie Śląska Cieszyńskiego, a dokładnie nad powiatami bielskim, cieszyńskim oraz frysztackim, w którym władzę próbowali przejąć również Czesi. Niemieckie władze samorządowe początkowo często opierały się przejęciu władzy przez Polaków. W Bielsku ogłoszono konkurencyjną Niemiecką Partyjną Radę Ludową (Der deutsche Volksrat der Parteien), dążącą do przyłączenia tych ziem do Niemieckiej Austrii, podobne nastroje panowały w Cieszynie, Skoczowie, Strumieniu i niektórych gminach ślązakowskich.
Zdarzenia te opisuje Gustaw Morcinek, uczestnik tamtych wydarzeń w opowiadaniu "Noc Listopadowa".
5 listopada 1918 RNKC zawarła z czeskim Zemským Národním Výborem pro Slezsko porozumienie, które dzieliło księstwo na strefy wpływów polskich i czeskich na zasadach etnicznych (większość Śląska Cieszyńskiego, z wyjątkiem rejonu Frydku i Polskiej Ostrawy w strefie polskiej). Podział ten nie został jednak później zaakceptowany przez rząd czechosłowacki po proklamowaniu przez ten kraj niepodległości, a miejscowe stosunki polsko-czeskie zaczęły się od końca listopada pogarszać. Szczęśliwie dla strony polskiej miejscowi Niemcy i ślązakowcy w tych dniach wydawali się być mocno zdezorientowani, co ułatwiło wymierzoną przeciwko nim akcję polskich władz. Lidera ruchu ślązakowców, J. Kożdonia aresztowano 30 listopada za agitowanie przeciwko Polsce, po czym w redakcji gazety Ślązak nastąpiły rewizje, cenzura, konfiskaty i zawieszenia.
W związku z nierozwiązaną sprawą przynależności państwowej Śląska Cieszyńskiego w grudniu 1918 RNKC powołała Tymczasowy Rząd Krajowy Księstwa Cieszyńskiego, którego naczelnikiem został dr Jan Michejda.
Przeprowadzenie wyborów do polskiego parlamentu na kontrolowanym przez Polaków obszarze było zdaniem strony czeskiej równoważne ze złamaniem i unieważnieniem umowy z 5 listopada. Wykorzystała to jako uzasadnienie do ataku zbrojnego na polską strefę. Stało się to 23 stycznia 1919 roku co dało początek walkom polsko-czechosłowackim o Śląsk Cieszyński.
Po ustaleniu linii demarkacyjnej RNKC sprawowała władzę na terenach zajętych przez wojska polskie, tj. na wschód od Kolei Koszycko-Bogumińskiej. Po odwołaniu planowanego plebiscytu na Śląsku Cieszyńskim i ostatecznym podziale Księstwa Cieszyńskiego pomiędzy Polskę i Czechosłowację w dniu 28 lipca 1920 roku RNKC zakończyła swą działalność, oddając władzę administracji RP.
Głównie na podstawie ustalonej w 1918 roku przez RNKC granicy etnicznej (skorygowanej o pojedyncze miejscowości) Polska zajęła w październiku 1938 roku część czechosłowackiego Śląska Cieszyńskiego (Zaolzie).

## Skład Rady Narodowej Księstwa Cieszyńskiego 30 października 1918 roku
- Paweł Bobek
- ksiądz Eugeniusz Brzuska
- Emanuel Chobot
- Franciszek Czyż – górnik w Datyniach[2]
- Franciszek Halfar – wójt w Porębie[2]
- Jan Jaś – wójt w Lesznej Górnej[2]
- Władysław Jeziorski[7]
- Jerzy Kantor
- Zofia Kirkor-Kiedroniowa
- Dorota Kłuszyńska
- Rudolf Kolaczek – wójt w Zebrzydowicach[2]
- Piotr Kornuta – kierownik domu robotniczego w Trzyńcu[2]
- Jan Kotas – nauczyciel w Dąbrowie[2]
- Ryszard Paweł Kunicki -– lekarz w Frysztacie[2]
- ksiądz Józef Londzin
- Jan Michejda
- Wacław Olszak
- Kazimierz Piątkowski – dyrektor gimnazjum w Orłowej[2]
- Tadeusz Reger
- Maria Sojkowa z Oldrzychowic
- Franciszek Tomiczek – "budowniczy w Bobrku"[2]
- Leon Wolf
- Franciszek Kiedroń – z Suchej Dolnej[8]